# 인제 동경대전 간행 터
인제 동경대전 간행 터(麟蹄 東經大全 刊行址)는 대한민국 강원특별자치도 인제군 남면에 있는, 동학의 주요 가르침을 정리한 경전인 동경대전을 최초로 간행한 곳이다. 2016년 12월 2일 강원특별자치도의 기념물 제89호로 지정되었다.

## 지정 사유
강원도 인제지역은 최제우가 창도한 동학이 정부의 탄압으로 가장 큰 어려움을 겪던 시기 동학의 제2대 교주 최시형을 비롯한 동학의 주요 인물들이 피신하여 포교활동을 지속하며 동학을 재기시킨 곳이다. 특히 인제군 갑둔리는 동학 창도이후 동학을 보다 체계화된 종교로 만들기 위해 동학의 주요 가르침을 정리한 경전인 동경대전을 최초로 간행한 곳이다. 동경대전은 동학이 재기하면서 만들어진 가장 중요한 결과물이다. 한국근대사에서 동학이 차지하는 비중을 감안하여 볼 때 동학이 재기하는 과정에서 만들어진 동경대전의 간행은 큰 역사적 의미를 가지며 경전이 간행된 장소 역시 역사적인 장소로서의 큰 의미를 갖는다는 점에서 문화재로 지정ㆍ보존 가치가 있다.

## 같이 보기
- 최시형
- 동학
- 동경대전

## 참고 자료
- 인제 동경대전 간행 터 - 국가유산청 국가유산포털